# Strucchi
Gli strucchi (nome e grafia sono variabili a seconda delle zone friulane e giuliane, possono essere chiamati struchi, strucoli, struccoletti, struki) sono dei dolci tipici del Friuli-Venezia Giulia, dalla forma di fagottini realizzati con lo stesso ripieno della gubana e originari della zona delle Valli del Natisone, e considerati, insieme alla gubana stessa, un dolce tipico di tali zone.

## Descrizione
L'etimologia del nome è incerta, anche se lo strudel di mele (Apfelstrudel) è chiamato nella cucina triestina "strucolo de pomi" e quindi la parola potrebbe indicare in generale un dolce col ripieno. In Slovenia esiste un dolce con un nome simile, gli struklji o struki, ma non sono realizzati a fagottino bensì con un rotolo di pasta. Possono essere fritti oppure lessi.

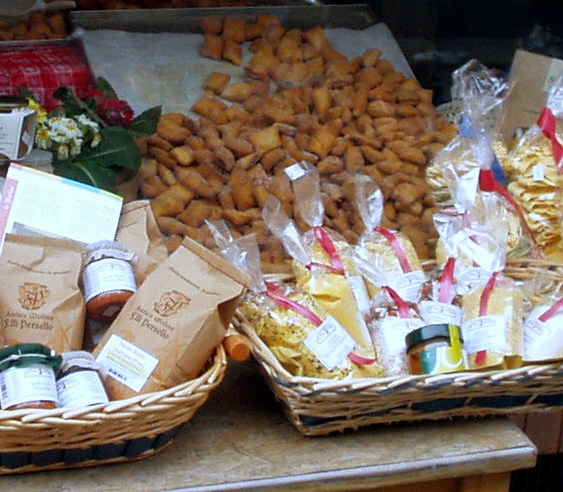
Strucchi in una bottega

Nel caso siano fritti, la pasta esterna con la quale vengono realizzati è una pasta frolla. Si realizza una sorta di raviolo con la pasta frolla al centro del quale viene apposto il ripieno.
Nel caso in cui siano lessi, la pasta esterna con la quale sono realizzati è fatta con le patate e il condimento è con burro fuso, zucchero e cannella. Il ripieno sia per gli strucchi lessi che per quelli fritti è variabile ma comprende generalmente noci, nocciole, pinoli, uvetta, scorza di limone, zucchero, grappa.